# ملفين بيركهارت
ملفين بيركهارت (بالإنجليزية: Melvin Burkhart)‏ هو مؤدي عروض ‏ أمريكي، ولد في 16 فبراير 1907 في أتلانتا في الولايات المتحدة، وتوفي في 8 نوفمبر 2011 في Sun City, Florida ‏ في الولايات المتحدة.